# Izvoru Berheciului
Izvoru Berheciului – wieś w Rumunii, w okręgu Bacău, w gminie Izvoru Berheciului. W 2011 roku liczyła 501 mieszkańców.